# Francesco Crispi-vuurtoren
De Francesco Crispi-vuurtoren is een vuurtoren op Kaap Guardafui in de noordoostelijke Somalische regio Puntland, in de buurt van het dorp Alula. Het ligt tegenover het Guardafuikanaal en is vernoemd naar de Italiaanse patriot Francesco Crispi. Het is de enige vuurtoren ter wereld met een fasces.

## Geschiedenis

### Voorgeschiedenis
De naam van Kaap Guardafui is ontstaan uit een oud-Italiaanse zegswijze: "guarda fui" betekent in het oud-Italiaans "kijk en ontsnap", als verwijzing naar het gevaar van de gevaarlijke zeeën rond de kaap.
In de 19e eeuw werd door verschillende staten gekeken naar de bouw van een vuurtoren op Kaap Guardafui aangezien de verraderlijke zeeën ter plaatse al tot heel wat scheepswrakken hadden gezorgd. Dit vraagstuk werd des te meer urgent in 1869 met de opening van het Suezkanaal, die een nieuwe scheepvaartverbinding deed ontstaan langs de kaap.
In de jaren 1870 was het gebied in handen van het sultanaat Hobyo. Sultan Yusuf Ali Kenadid verleende rond 1878 concessies aan een in Aden gevestigde Franse hoteleigenaar en een voormalige Franse legerofficier om er een vuurtoren te bouwen. Het project zou worden gefinancieerd door een bedrijf in Marseille, maar de deal ging vervolgens niet door. In dezelfde periode waren er ook Egyptische en Italiaanse plannen, maar ook deze werden niet uitgevoerd.
In 1889 wisten de Italianen een verdrag te sluiten met boqor (sultan) Osman Mohamoud van het sultanaat Majeerteen, waarbij de regio een Italiaans protectoraat werd onder de naam Italiaans-Somaliland. In 1894 stond Groot-Brittannië de soevereiniteit over de betwiste regio waar Kaap Guardafui ligt af aan Italië. Vanaf 1899 voerden de Italianen gedetailleerde onderzoeken uit voor de bouw van een vuurtoren. In 1904 werd een eerste project gepresenteerd. Italië wilde daarbij dat de bouw- en onderhoudskosten van de toekomstige vuurtoren zou worden gedeeld door de maritieme machten die het meest zouden profiteren van de nieuwe vuurtoren. Groot-Brittannië bezat de Nederzetting Aden aan overzijde van de Golf van Aden. Zij vermoedde dat Italië ook van plan was een met Aden concurrerende bunkerhaven aan te leggen en weigerde daarom uiteindelijk een bijdrage te leveren.

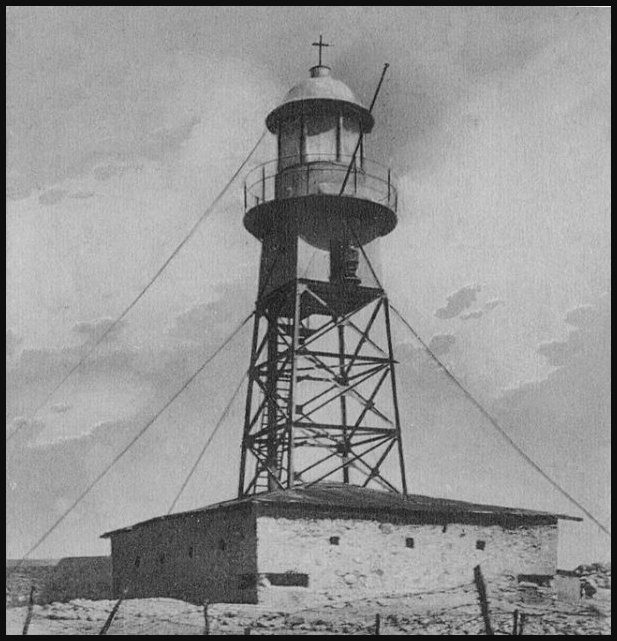
De eerste vuurtoren uit 1924

### Eerste vuurtoren
Pas in april 1924 werd de eerste vuurtoren gebouwd op de landtong. Dit was een eenvoudige vuurtoren met metalen frame. Tegelijkertijd werd in het nabijgelegen dorp Tohen een radiotelegraafstation gerealiseerd om het maritieme verkeer in de gaten te kunnen houden.
In die tijd was er echter een grootschalige opstand aan de gang tegen de Italiaanse overheersing in dit deel van Italiaans Somaliland. In november 1925 en januari 1926 sloegen de troepen die de vuurtoren en het radiotelegraafstation moesten bewaken twee aanvallen van enkele honderden rebellen af. De vuurtoren liep tijdens de aanvallen wel enige schade op.

### Tweede vuurtoren
De autoriteiten besloten daarop tot de bouw van een nieuwe massieve vuurtoren van steen en gewapend beton, die in 1930 werd gerealiseerd. Er werd toen ook een zendstation gebouwd en later ook een weerstation. De 19 meter hoge vuurtoren kreeg naar de fascistische mode van die tijd de vorm van een fasces met bijbehorend bijlblad, die nog altijd zichtbaar is. De vuurtoren kon tot 25 mijl ver schijnen.
Op 16 juli 1941 bezetten de Britten de vuurtoren tijdens de Oost-Afrikaanse campagne. Na de teruggave aan de Italianen bleef de vuurtoren nog in gebruik bij de Italianen tot in de jaren 1950. Bij latere oorlogen vanaf de jaren 1990 is de bovenbouw van de toren verwoest.

## Plaquette

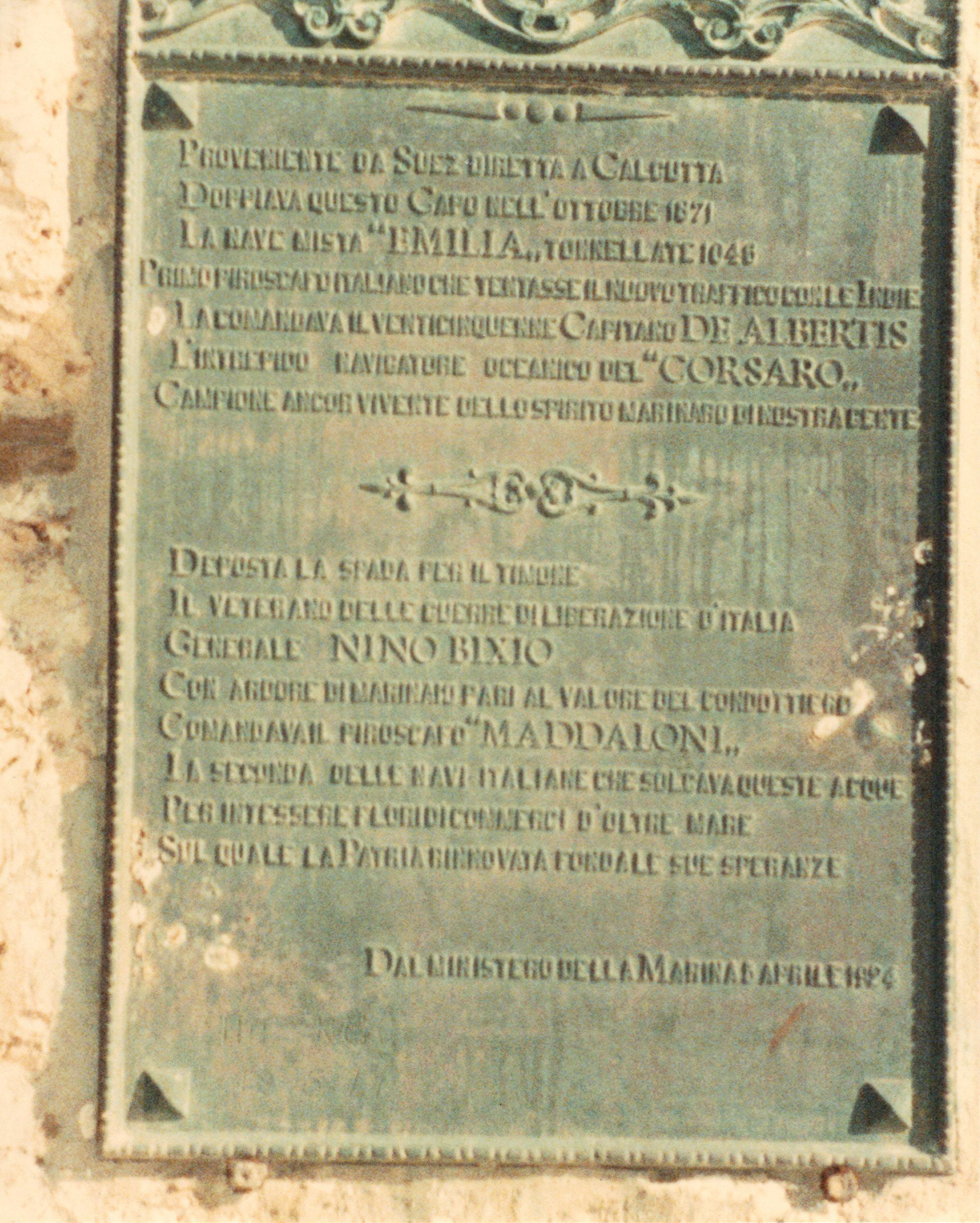
Plaquette op de fundering van de vuurtoren uit 1924.

Op de vuurtoren is een bronzen plaquette aanwezig met een inscriptie die herinnert aan de namen van de eerste Italianen die het Suezkanaal overstaken, kapitein De Albertis en Nino Bixio. Deze luidt:
Komende van Suez op weg naar Calcutta

Rondde het deze kaap in oktober 1871

De 'nave mista' “Emilia” van 1046 ton.

Het eerste Italiaanse stoomschip dat probeerde om nieuwe handel met Indië te bedrijven.

Het stond onder bevel van de vijfentwintigjarige kapitein DE ALBERTIS.

de onverschrokken zeenavigator van het schip “CORSARO”

Voortlevende kampioen van de zeevarende geest van ons volk

⸻

Leg het zwaard neer voor het roer

De veteraan van de Italiaanse bevrijdingsoorlogen
Generaal NINO BIXIO

Met de passie van een zeeman die gelijk is aan de moed van de leider

Voerde het bevel over het stoomschip “MADDALONI”

Het tweede van de Italiaanse schepen die deze wateren bevaren

Uit interesse en voor een bloeiende overzeese handel

Waar het vernieuwde vaderland zijn hoop op baseert.

Van het Ministerie van Marine, april 1924.»— «Proveniente da Suez diretta a Calcutta
Doppiava questo Capo nell’ottobre 1871
La nave mista “Emilia”, tonnellate 1046.
Primo piroscafo italiano che tentasse il nuovo traffico con le Indie.
La comandava il venticinquenne Capitano DE ALBERTIS.
l’intrepido navigatore oceanico del “CORSARO”
Campione ancora vivente dello spirito marinaro di nostra gente
⸻
Deposta la spada per il timone
Il Veterano delle guerre di liberazione d’Italia
Generale NINO BIXIO
Con ardore di marinaio pari al valore del condottiero
Comandava il piroscafo “MADDALONI”
La seconda delle navi italiane che solcava queste acque
Per interesse e floridi commerci d’oltre mare
Sul quale la Patria rinnovata fonda le sue speranze.
Dal Ministero della Marina, aprile 1924.»